# Поляна (Хмельницкая область)
Поляна (укр. Поляна) — село в Шепетовском районе Хмельницкой области Украины.
Население по переписи 2001 года составляло 862 человека. Почтовый индекс — 30438. Телефонный код — 3840. Занимает площадь 0,185 км². Код КОАТУУ — 6825585604.

## История
В 1946 г. указом ПВС УССР село Нучпалы переименовано в Поляну.

## Местный совет
30437, Хмельницкая обл., Шепетовский р-н, с. Новичи